# Мілан (Міннесота)
Мілан (англ. Milan) — місто (англ. city) в США, в окрузі Чиппева штату Міннесота. Населення — 428 осіб (2020).

## Географія
Мілан розташований за координатами 45°6′46″ пн. ш. 95°54′59″ зх. д. / 45.11278° пн. ш. 95.91639° зх. д. (45.112737, -95.916493).  За даними Бюро перепису населення США в 2010 році місто мало площу 3,19 км², з яких 3,15 км² — суходіл та 0,04 км² — водойми. В 2017 році площа становила 1,87 км², з яких 1,84 км² — суходіл та 0,03 км² — водойми.

## Демографія
Згідно з переписом 2010 року, у місті мешкало 369 осіб у 150 домогосподарствах у складі 90 родин. Густота населення становила 116 осіб/км².  Було 178 помешкань (56/км²).
Расовий склад населення:
| - 72,1 % — білих - 20,6 % — вихідців з тихоокеанських островів - 1,1 % — корінних американців - 1,1 % — азіатів - 3,0 % — осіб інших рас |

До двох чи більше рас належало 2,2 %. Частка іспаномовних становила 4,3 % від усіх жителів.
За віковим діапазоном населення розподілялося таким чином: 24,1 % — особи молодші 18 років, 57,5 % — особи у віці 18—64 років, 18,4 % — особи у віці 65 років та старші. Медіана віку мешканця становила 37,5 року. На 100 осіб жіночої статі у місті припадало 113,3 чоловіків;  на 100 жінок у віці від 18 років та старших — 113,7 чоловіків також старших 18 років.
Середній дохід на одне домашнє господарство  становив 45 456 доларів США (медіана — 36 875), а середній дохід на одну сім'ю — 51 351 долар (медіана — 39 375). Медіана доходів становила 27 917 доларів для чоловіків та 23 125 доларів для жінок. За межею бідності перебувало 21,8 % осіб, у тому числі 37,1 % дітей у віці до 18 років та 0,0 % осіб у віці 65 років та старших.
Цивільне працевлаштоване населення становило 142 особи. Основні галузі зайнятості: виробництво — 28,2 %, освіта, охорона здоров'я та соціальна допомога — 21,8 %, роздрібна торгівля — 13,4 %, мистецтво, розваги та відпочинок — 5,6 %.